# 김예리 (작가)
김예리(1977년 ~ )는 대한민국의 소설가로, 서울대학교 영문과 재학 중에 판타지 소설, 인터넷 소설인 〈용의 신전〉을 발간하였다. 그녀의 책인 용의 신전에서는 톨킨의 반지의 제왕을 본떠 소설 내에서 자체적인 인공어(예술어)를 만들어 사용하고 있다. 사하와 네크로만테이아를 집필하였다.
2014년 사망한 방송작가 김예리와는 별개의 인물이다.
2014년 현재 서울대학교에서 강의교수로 재직 중이다.